# 94291 Django
94291 Django è un asteroide della fascia principale. Scoperto nel 2001, presenta un'orbita caratterizzata da un semiasse maggiore pari a 3,1183052 UA e da un'eccentricità di 0,1932254, inclinata di 13,20855° rispetto all'eclittica.